# Nico Porteous
Nico Porteous (ur. 23 listopada 2001 w Hamilton) – nowozelandzki narciarz dowolny, specjalizujący się w konkurencjach half-pipe, slopestyle i Big Air, dwukrotny medalista olimpijski, mistrz świata oraz mistrz świata juniorów..

## Kariera
W grudniu 2016 roku zadebiutował w Pucharze Świata, zajmując 22. miejsce w amerykańskim Copper Mountain. Po raz pierwszy w czołowej dziesiątce zawodów tej rangi znalazł się w lutym 2017 roku, podczas próby przedolimpijskiej w Pjongczangu, kiedy uplasował się na ósmym miejscu. W sezonie 2018/2019 zajął drugie miejsce w klasyfikacji halfpipe'u. Ponadto w sezonie 2021/2022 był w tej klasyfikacji trzeci.
W marcu 2017 roku wystartował na mistrzostwach świata w Sierra Nevada, gdzie zajął 12. miejsce w halfpipie. We wrześniu 2018 roku zdobył złoty medal w halfpipie podczas mistrzostw świata juniorów w Cardronie.
W lutym 2018 roku wystąpił na igrzyskach olimpijskich w Pjongczangu. W rywalizacji narciarzy dowolnych w halfpipie zajął trzecie miejsce, przegrywając z reprezentantami USA: Davidem Wise'em i Alexem Ferreirą. Cztery lata później, na igrzyskach olimpijskich w Pekinie wywalczył złoty medal.
W styczniu 2019 roku, podczas zawodów Winter X Games 23 rozgrywanych w amerykańskim Aspen, zdobył brązowy medal w konkurencji SuperPipe. Dwa lata później, podczas Winter X Games 25 był już najlepszy, zdobywając tym samym złoty medal. W marcu 2021 roku zdobył złoty medal podczas mistrzostw świata w Aspen.

## Osiągnięcia

### Igrzyska olimpijskie
| Miejsce | Dzień     | Rok  | Miejscowość | Konkurencja | Zwycięzca  |
| ------- | --------- | ---- | ----------- | ----------- | ---------- |
| 3.      | 22 lutego | 2018 | Pjongczang  | Halfpipe    | David Wise |
| 1.      | 19 lutego | 2022 | Pekin       | Halfpipe    | -          |

### Mistrzostwa świata
| Miejsce | Dzień    | Rok  | Miejscowość   | Konkurencja | Zwycięzca    |
| ------- | -------- | ---- | ------------- | ----------- | ------------ |
| 12.     | 18 marca | 2017 | Sierra Nevada | Halfpipe    | Aaron Blunck |
| 9.      | 9 lutego | 2019 | Park City     | Halfpipe    | Aaron Blunck |
| 1.      | 12 marca | 2021 | Aspen         | Halfpipe    | –            |

### Puchar Świata

#### Miejsca w klasyfikacji generalnej
- sezon 2016/2017: 120.
- sezon 2017/2018: 93.
- sezon 2018/2019: 14.
- sezon 2019/2020: –

Od sezonu 2020/2021 klasyfikacja generalna została zastąpiona przez klasyfikację Park & Pipe (OPP), łączącą slopestyle, halfpipe oraz big air.
- sezon 2020/2021: 19.
- sezon 2021/2022: 10.

#### Miejsca na podium w zawodach
1. Secret Garden – 20 grudnia 2018 (halfpipe) – 2. miejsce
2. Calgary – 16 lutego 2019 (halfpipe) – 2. miejsce
3. Aspen – 21 marca 2021 (halfpipe) – 3. miejsce
4. Copper Mountain – 10 grudnia 2021 (halfpipe) – 2. miejsce
5. Mammoth Mountain – 8 stycznia 2022 (halfpipe) – 1. miejsce